# Шамгулов, Фаттах Гафурьянович
Фаттах Гафурьянович Шамгулов (4 августа 1921 — 18 апреля 1945, Моравска-Острава, Чехословакия) — заместитель командира 227-го стрелкового полка 183-й стрелковой дивизии (101-й стрелковый корпус, 38-я армия, 4-й Украинский фронт), Герой Советского Союза.

## Биография
Шамгулов Фаттах Гафурьянович родился 4 августа 1921 года в деревне Ялчино ныне Кугарчинского района Башкирии.
Окончил 10 классов и в июле 1940 года был призван в Красную Армию Ждановским райвоенкоматом города Уфы.
В 1941 году окончил Свердловское военное пехотное училище, а в 1942 году — курсы «Выстрел» и в мае оказался на фронте. В том же году вступил в ВКП(б). Воевал на Брянском, Центральном, 1-м Украинском, 4-м Украинском фронтах, командовал стрелковой ротой, батальоном.

## Подвиг
23-летний майор Шамгулов, будучи заместителем командира 227-го стрелкового полка 183-й стрелковой дивизии 38-й армии 4-го Украинского фронта с батальоном в числе первых 18 апреля 1945 года форсировал реку Опава северо-западнее города Моравска-Острава (Чехословакия), обеспечив переправу полка, захват и удержание плацдарма.
В бою за плацдарм Фаттах Шамгулов и пять его бойцов в рукопашной схватке уничтожили до двадцати солдат противника и захватили немецкий ДОТ. Преследуя врага, батальон ворвался в сильно укреплённый населённый пункт и освободил его. В этом бою майор Шамгулов лично уничтожил тринадцать фашистов. Вражеской разрывной пулей Шамгулов был тяжело ранен, умер от потери крови.
Шамгулову Фаттаху Гафурьяновичу было посмертно присвоено звание Героя Советского Союза.
Умер от ран 18 апреля 1945 года. Похоронен Фаттах Шамгулов в городе Пщина (Польша).

## Награды
- Медаль «Золотая Звезда» Героя Советского Союза (15.05.1946)[2];
- орден Ленина (15.05.1946);
- орден Красного Знамени (29.09.1942)[5];
- орден Красного Знамени (18.07.1945)[6];
- орден Кутузова 3-й степени (14.02.1945)[7];
- орден Александра Невского (21.08.1943)[8];
- орден Отечественной войны 1-й степени (21.04.1944)[9];
- орден Красной Звезды (09.02.1943)[10].

## Память
На здании Худайбердинской средней школы Кугарчинского района Башкирии в память о Герое установлена мемориальная доска. Также в родном селе Ялчино установлен бюст.